# Parc Victoria (Hong Kong)
Pour les articles homonymes, voir Parc Victoria.

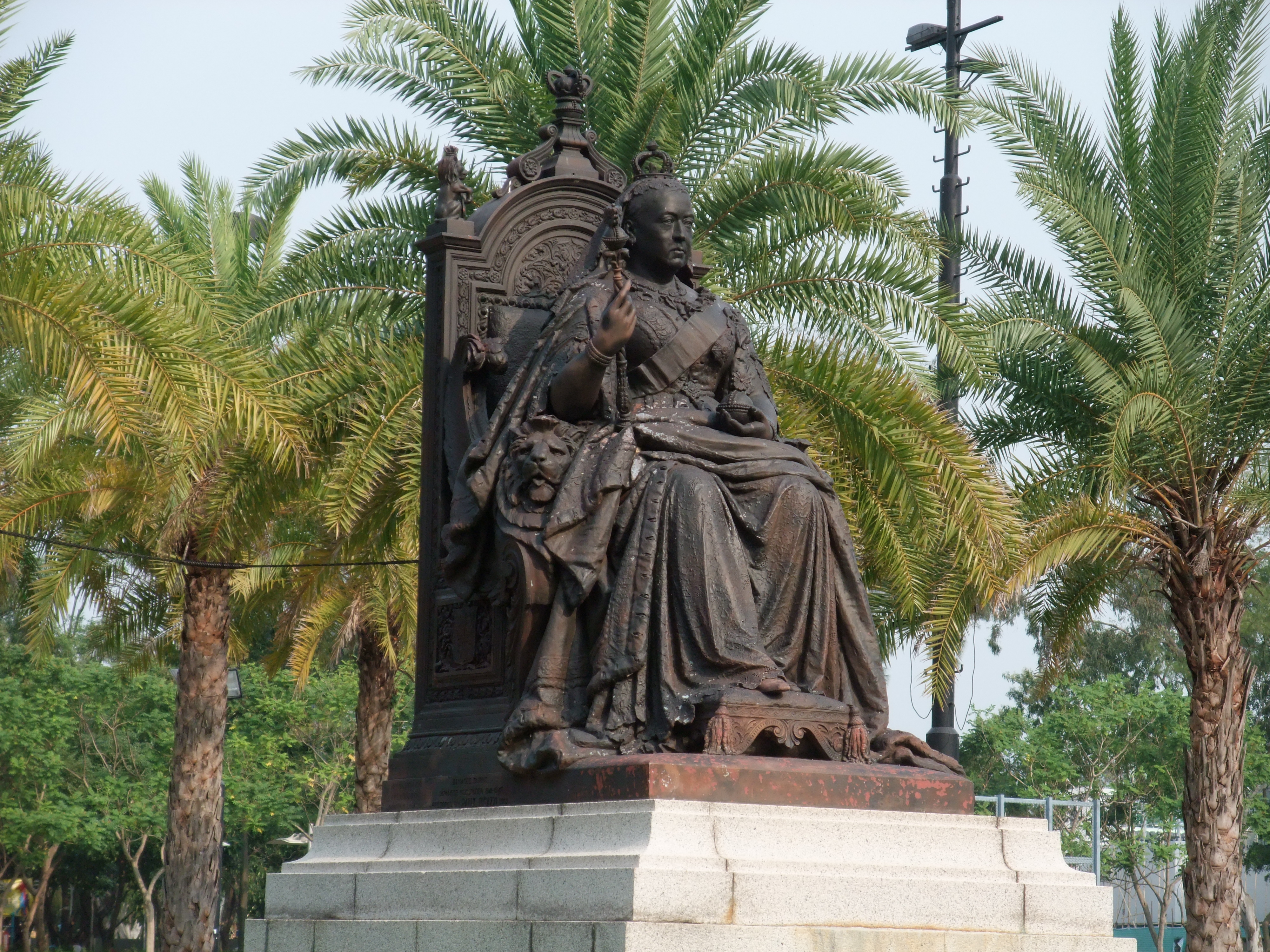
Statue de la reine Victoria au parc Victoria.

Le parc Victoria (en chinois : 維多利亞公園), aussi connu sous son nom anglais Victoria Park, est un parc public de Hong Kong situé dans le quartier de Causeway Bay au nord de l'île de Hong Kong entre les stations de Causeway Bay et de Tin Hau. Placé dans le district de Wan Chai, il est bordé par la Victoria Park Road (en) et Victoria Harbour au nord et Causeway Road (en) et la bibliothèque centrale de Hong Kong (en) au sud. 
Nommé d'après la reine Victoria, le parc a subi une rénovation importante au début des années 2000 durant laquelle a été ajouté des terrains de basket et de tennis.
Il est connu pour accueillir de nombreux rassemblements pour la démocratie, dont notamment chaque 4 juin une veillée mémorielle aux victimes des manifestations de la place Tian'anmen ou encore les marches du 1er juillet.

## Histoire
Le parc est un ancien abri à typhon (en) appelé abri à typhon de Causeway Bay (en) utilisé comme refuge par les bateaux de pêche et les yachts pendant la saison des typhons. Dans les années 1950, l'abri est relocalisé plus au nord et le parc Victoria est construit à sa place,.
Le parc a longtemps été un lieu de rassemblement des travailleurs étrangers (en) les dimanches, leur jour de repos habituel. Depuis le début des années 2000, les aides domestiques originaires d'Indonésie sont majoritaires, dans et autour de l'extrémité ouest du parc, leur nombre à Hong Kong ayant augmenté par rapport à ceux des Philippines. La même tradition chez les travailleurs philippins est de se rassembler autour de Statue Square dans le quartier de Central.
Une partie du parc était occupée par la construction d’un bretelle du projet de la rocade Central–Wan Chai (en). Cela était « extrêmement controversé » car les conseillers municipaux et les habitants ont affirmé qu'ils n'avaient pas été informés que la route traverserait le parc. En mars 2015, les chantiers ont révélé des munitions non explosées datant de la Seconde Guerre mondiale et le Bureau de destruction des munitions explosives de la police de Hong Kong est appelé pour les enlever. La rocade est ouverte début 2019. La bretelle de sortie est désormais permanente au nord du parc, où elle descend dans une dépression sur environ 150 mètres avant d'entrer dans un tunnel.

## Caractéristiques

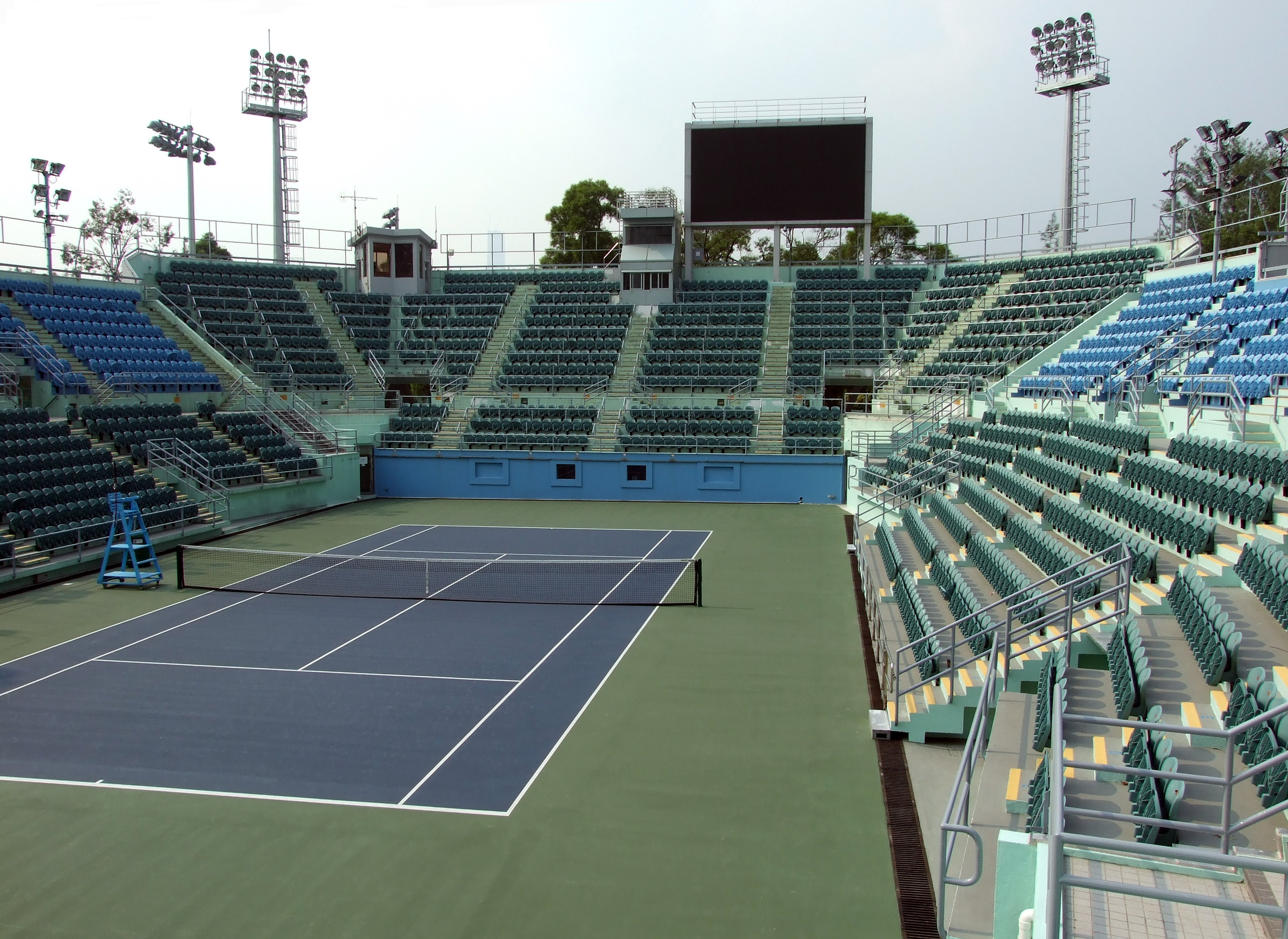
Le stade de tennis au parc Victoria.

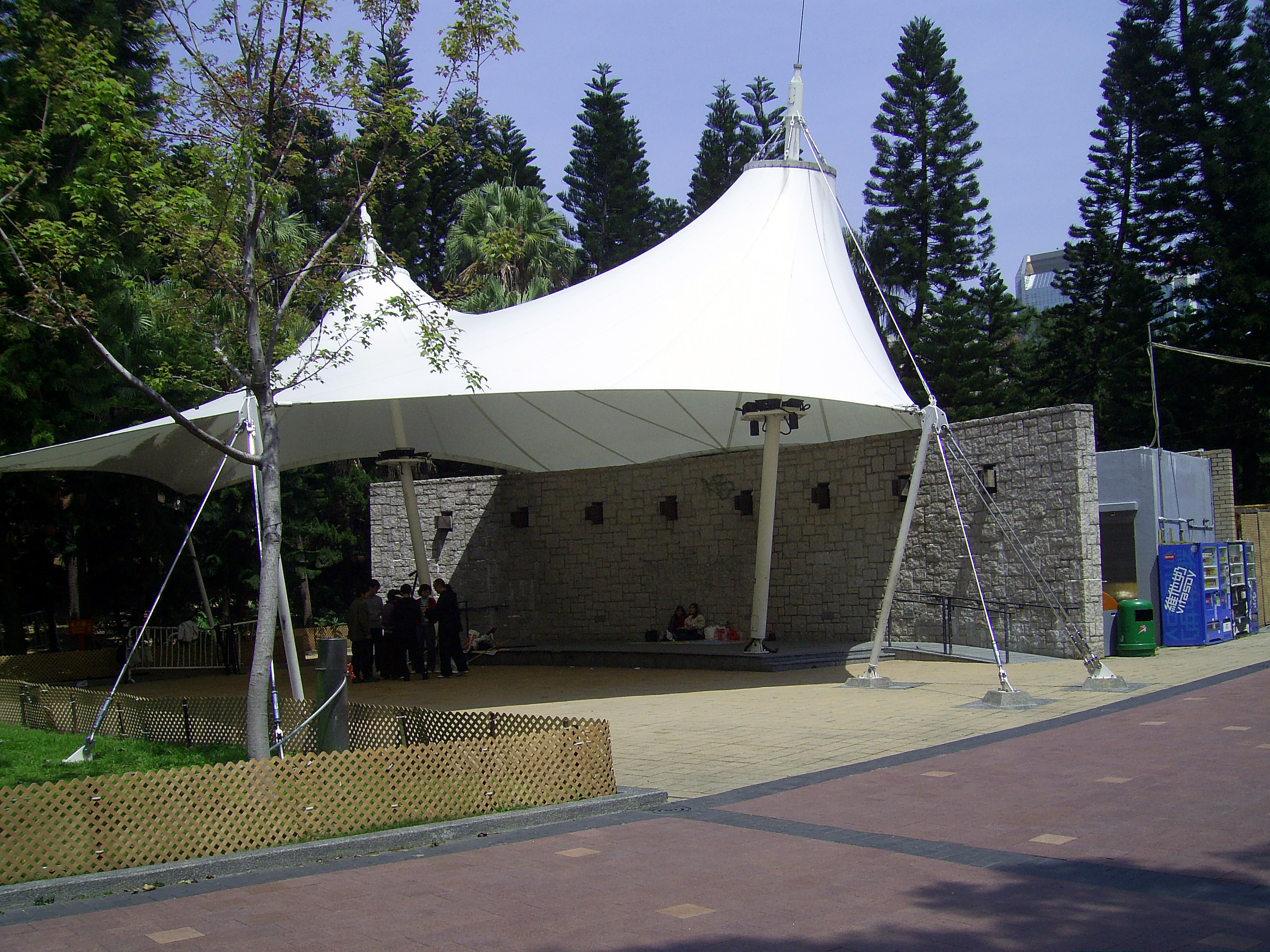
Kiosque à musique au parc Victoria.

Il y a une statue de la reine Victoria (en), assise, à l'entrée principale du parc sur Causeway Road (en). Cette statue était à l'origine située à Statue Square.
Le parc comprend des terrains de tennis, une piscine, un terrain de boules et d’autres installations sportives telles qu'une pelouse centrale, des terrains de basket-ball, des terrains de football et de nombreux espaces pour enfants et terrains de jeux. Le court central de tennis, pouvant accueillir 3 607 spectateurs, est souvent utilisé pour accueillir des tournois de tennis internationaux, comme le tournoi de tennis de Hong Kong et le Hong Kong Tennis Classic (en). Plusieurs bassins d'eau situés dans la zone de jardin sont utilisés pour l'utlisation de bateaux télécommandés. La piscine du parc Victoria, ouverte en 1957 et premier complexe de piscines publiques du territoire, a récemment été reconstruite pour devenir un complexe intérieur avec un bassin de 50 mètres de standard international et un bassin secondaire polyvalent à profondeur réglable.

## Événements

### Foire du Nouvel An lunaire

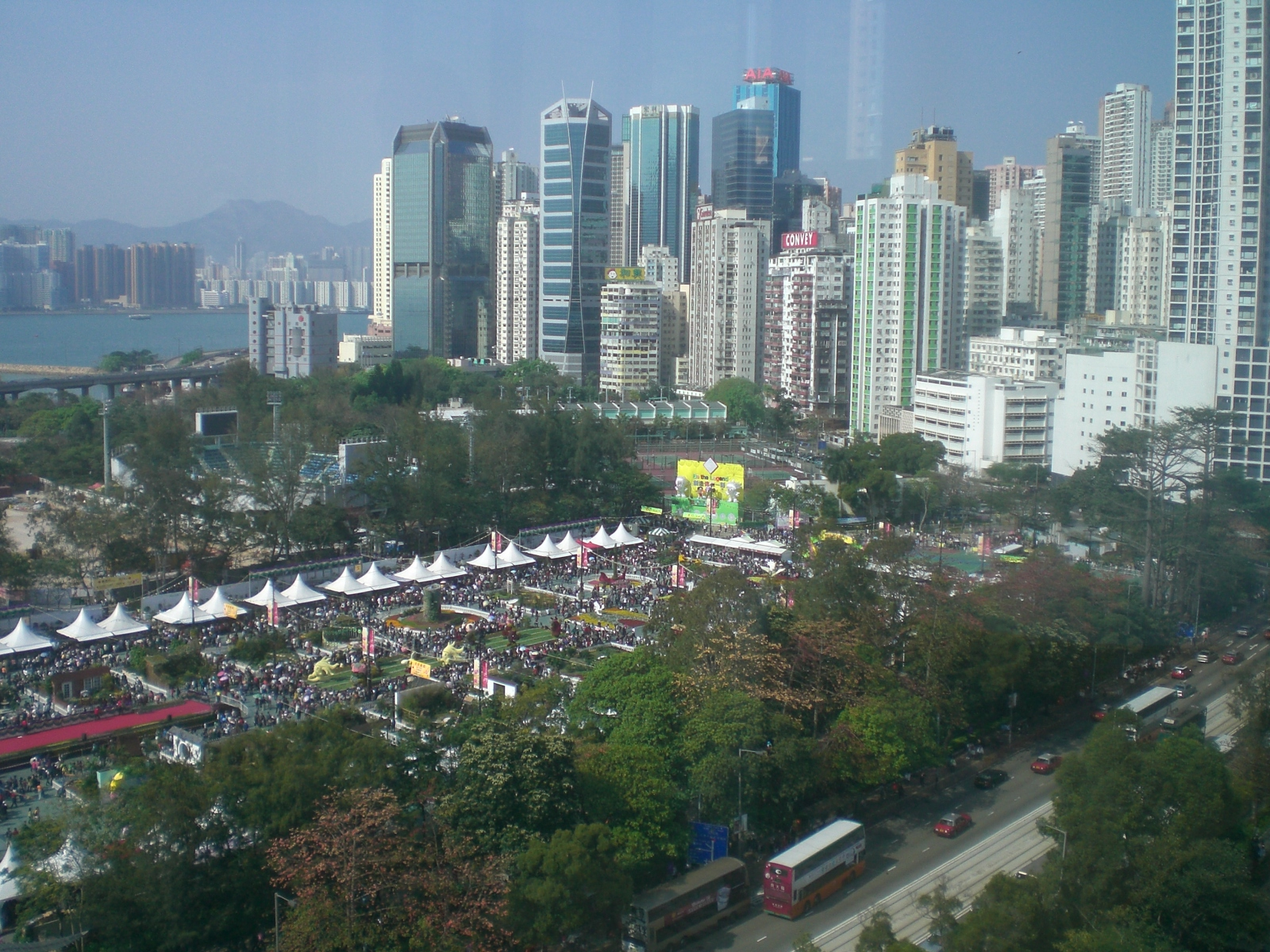
Vue du parc Victoria depuis la durant le de 2009.

Chaque année, dans les jours précédant le Nouvel An chinois, le parc accueille la foire du Nouvel An lunaire (en), qui attire de grandes foules tard dans la nuit. Les autres grands événements dans le parc sont le Hong Kong Brands and Products Expo (en) et le Hong Kong Flower Show (en).

### Rassemblements politiques

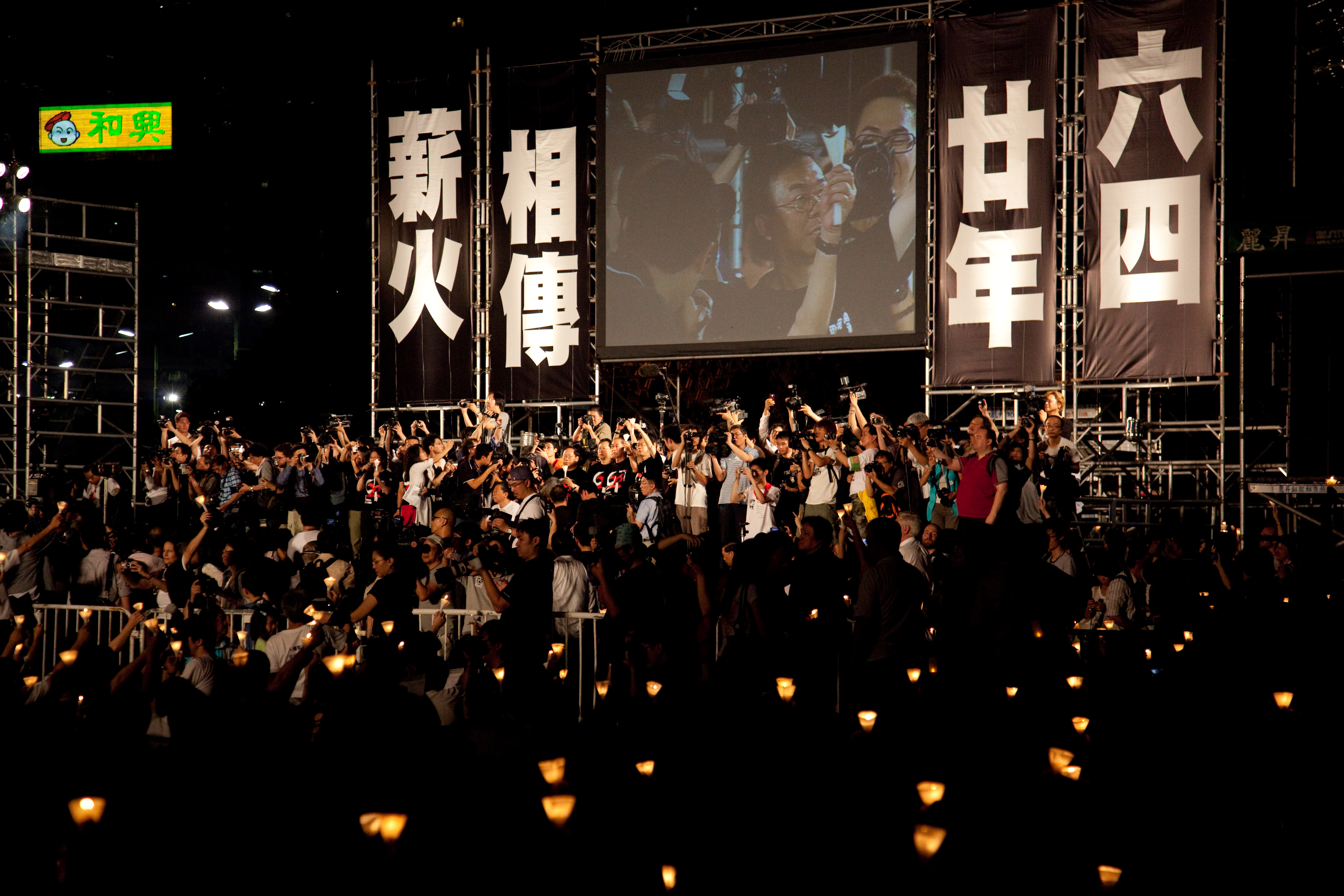
Des centaines de milliers de personnes assistent en 2009 à la veillée aux chandelles commémorant les victimes des manifestations de la place Tian'anmen et demandant une réforme démocratique de la Chine communiste.

Depuis 1990, une veillée attirant des dizaines de milliers de personnes est organisée chaque année le 4 juin pour commémorer les victimes des manifestations de la place Tian'anmen. Le parc est également souvent utilisé comme lieu de rassemblement pour des manifestations, telles que les marches du 1er juillet et la manifestation pour la démocratie de décembre 2005 (en). De plus, la révolution des parapluies a également eu lieu près du parc Victoria.

### City Forum

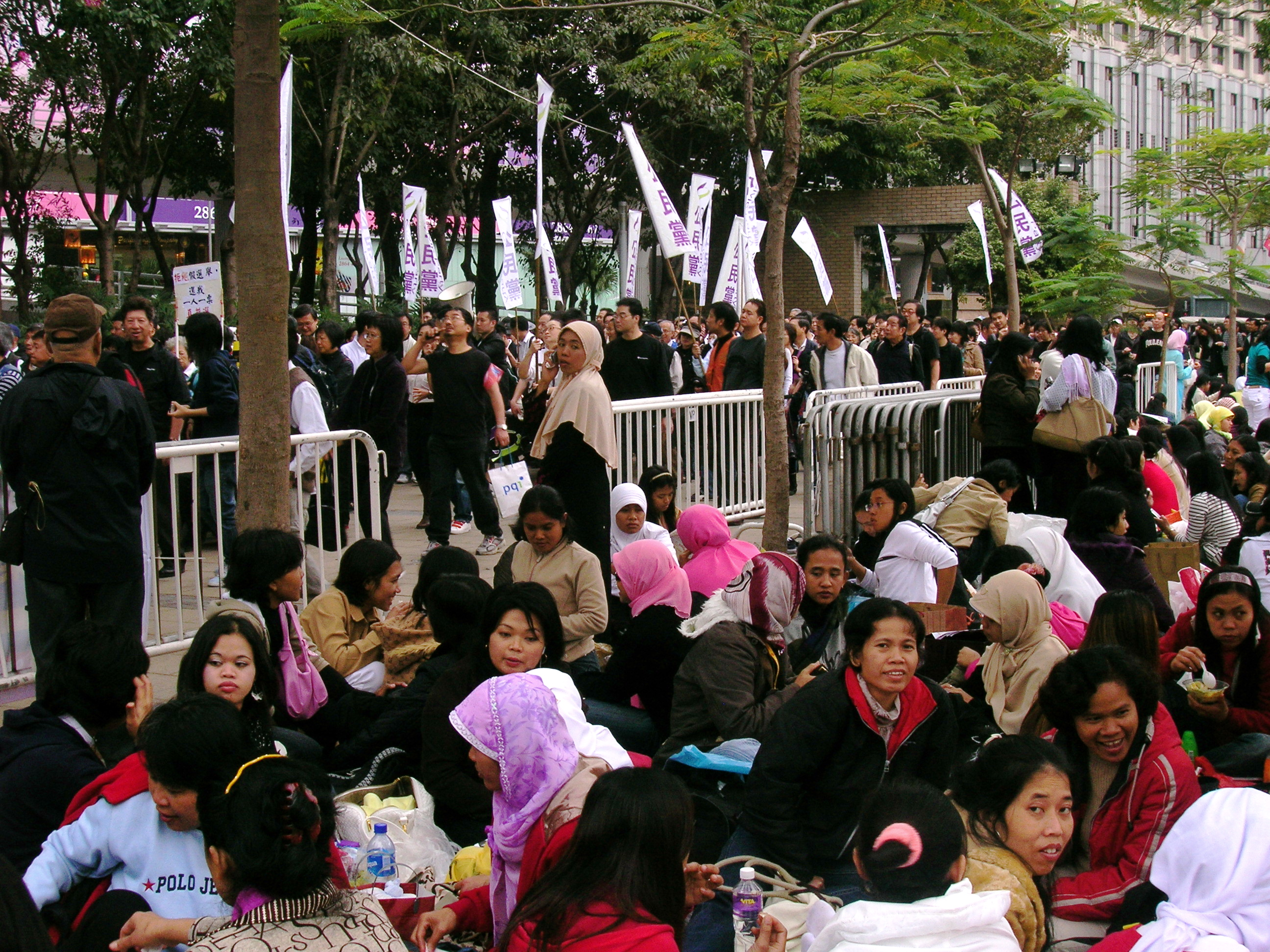
Des aides domestiques indonésiennes se rassemblent au parc Victoria les dimanches tandis qu'une marche de protestation se tient en arrière-plan.

Parrainé et diffusé par RTHK, le City Forum (en) a généralement lieu dans le parc tous les dimanches. Il réunit des politiciens, des universitaires et des personnalités importantes pour débattre de questions d'actualité.
Le forum attire des dizaines d'hommes pro-Pékin hurlant des jurons vers le lieu de la réunion, en particulier lorsque des politiciens pro-démocratie y participent. Ils sont surnommés les « oncles du parc Victoria » (維園阿伯).
En 2010, en raison de l’opinion publique négative suscitée par les réformes législatives et de l’absence de progrès en matière de suffrage universel à Hong Kong, la discussion des questions publiques a suscité une attention importante et notamment pour le City Forum. On assiste à l’émergence d’une nouvelle catégorie de participants, passionnés d’actualité et principalement masculins, âgés de 20 à 30 ans environ, surnommés les « frères du parc Victoria » (園).

### Art et culture
L'exposition des United Buddy Bears, parrainé par Jackie Chan en été 2004 sur la pelouse historique du parc Victoria, est la plus grande « exposition d'art en plein air » jamais organisée à Hong Kong. Environ 2 millions de personnes ont visité l'exposition internationale.

## Transports
Se rendre au parc est plutôt aisé car il est situé juste à côté du quartier animée de Causeway Bay. Les visiteurs peuvent arriver en métro en descendant aux stations de Causeway Bay ou de Tin Hau. Des dizaines de bus et de trams s'arrêtent également à proximité.